# Európai éghajlatváltozási program
Az európai éghajlat-változási program (European Climate Change Programme; ECCP) 2000 óta működik. Fő feladata a kiotói egyezmény célkitűzéseinek eléréséhez megfelelő stratégia kidolgozása. A program kiterjed ipari, közlekedési, mezőgazdasági, energiafelhasználási, energiaellátási, kibocsátásjog-kereskedési kérdésekre.
A program második szakasza 2005 októberében indult, és fő célja új költséghatékonysági intézkedések kidolgozása.

## Eredmények
A program eddigi fő eredményei közé számítható mintegy 35 jogszabályi, nemzetközi együttműködési vagy más kezdeményezés.
2005. január 1-jén lépett hatályba az üvegházhatást okozó gázok kibocsátási egységeinek európai kereskedelmi rendszere.

## Konferenciák
2001. július 2-3-án Brüsszelben rendezték meg az Európai Éghajlat-változási Program nemzetközi konferenciáját. 2005. november 28. és december 10. között a montréali klímakonferencián Stavros Dimas közreműködésével a döntöttek a Kiotói jegyzőkönyv 2012 után történő meghosszabbításáról.